# Алманчинське сільське поселення
Алма́нчинське сільське поселення (рос. Алманчинское сельское поселение) — муніципальне утворення у складі Красноармійського району Чувашії, Росія. Адміністративний центр — село Алманчино.
Станом на 2002 рік існували Алманчинська сільська рада (село Алманчино, присілки Албахтіно, Вурманкаси, Німічкаси, Тузі-Чурино) та Шивбосинська сільська рада (присілки Вурманкас-Чурино, Сіньял-Чурино, Шивбосі).

## Населення
Населення — 1256 осіб (2019, 1613 у 2010, 2031 у 2002).

## Склад
До складу поселення входять такі населені пункти:
| Населений пункт            | Населення, осіб (2002) | Населення, осіб (2010) |
| -------------------------- | ---------------------- | ---------------------- |
| Албахтіно, присілок        | 267                    | 229                    |
| Алманчино, село            | 392                    | 294                    |
| Вурманкаси, присілок       | 133                    | 109                    |
| Вурманкас-Чурино, присілок | 107                    | 86                     |
| Німічкаси, присілок        | 262                    | 195                    |
| Сіньял-Чурино, присілок    | 361                    | 278                    |
| Тузі-Чурино, присілок      | 309                    | 245                    |
| Шивбосі, присілок          | 200                    | 177                    |